# Vinny Samways
Vincent ("Vinny") Samways (Londen, 27 oktober 1968) is een Engels voormalig voetballer. Hij was een centrale middenvelder die voor Tottenham Hotspur en Everton uitkwam. Met beide clubs won Samways de FA Cup. Hij was acht jaar actief in Spanje met Las Palmas en Sevilla.

## Clubcarrière

### Tottenham Hotspur
Samways bracht acht jaar door bij Tottenham Hotspur, waar hij centraal op het middenveld samenspeelde met Paul Gascoigne. Samways was bij de Noord-Londense club ook stichtend lid van de Premier League in 1992. Met de Spurs won hij de FA Cup in 1991 met 1-2 tegen Nottingham Forest. Een eigen doelpunt van Forest-verdediger Des Walker hielp de club aan de winst. Samways werd na 82 minuten door Terry Venables naar de kant gehaald voor Paul Walsh.
Samways was basisspeler bij Spurs toen de club tijdens het seizoen 1991/1992 de kwartfinales van de Europacup II bereikte. Na dat seizoen leek het er op dat Samways de club zou verlaten omdat Spurs hem op de transferlijst had geplaatst. Samways wilde niet vertrekken en bleef nog twee jaar op White Hart Lane actief. In de zomer van 1994 verliet hij dan toch Spurs.

### Everton
Samways verkaste naar Everton, waar hij nooit in de bovenste schuif lag. Hij speelde niet mee tijdens de gewonnen FA Cup-finale van 1995, hij zat namelijk niet in de selectie. Samways bezorgde Everton daarentegen wel de FA Charity Shield 1995 met een lobje tegen Blackburn Rovers. Na twee uitleenbeurten, aan Wolverhampton Wanderers en Birmingham City respectievelijk, verhuisde Samways naar Spanje.

### Vertrek naar Spanje
Samways tekende een contract bij UD Las Palmas, waar hij zes jaar zou blijven. Hij speelde 160 competitiewedstrijden en werd aanvoerder op de Canarische Eilanden. Samways bleef in Spanje en werd in 2002 overgenomen door Sevilla. Hij kwam echter aan slechts 10 competitieduels in de Primera División en keerde terug naar Engeland. Samways hervond zich bij Walsall, destijds een tweedeklasser uitkomend in de First Division. Hij speelde 42 op 46 competitiewedstrijden, maar degradeerde met de club naar de Second Division. Walsall eindigde namelijk als 22ste.
In 2005 sloot Samways zijn loopbaan af, in Spanje bij Algeciras CF in de Segunda División B oftewel de Spaanse derde klasse. In zijn laatste seizoen scoorde hij nog één doelpunt. Hij maakte 22 competitiedoelpunten gedurende zijn carrière.

## Interlandcarrière
Samways is een 5-voudig Engels jeugdinternational en scoorde één keer.

## Erelijst
| Competitie        |                   |                   |
| Competitie        | Aantal            | Jaren             |
| Tottenham Hotspur | Tottenham Hotspur | Tottenham Hotspur |
| ----------------- | ----------------- | ----------------- |
| FA Cup            | 1×                | 1990/91           |
| FA Charity Shield | 1×                | 1991              |
| Everton           |                   |                   |
| FA Cup            | 1×                | 1994/95           |